# Starpower
«Starpower» es una canción y un sencillo de la banda Sonic Youth, publicada en julio de 1986 por los sellos SST Records y Blast First, y el único perteneciente al álbum EVOL.

## Lista de canciones
| Starpower |                                        |          |  |
| N.º       | Título                                 | Duración |  |
| 1.        | «Starpower» (Lado A, versión editada)  | 2:50     |  |
| 2.        | «Bubblegum» (Lado B)                   | 2:45     |  |
| 3.        | «Expressway» (Lado B, versión editada) | 4:30     |  |
| 10:05     |                                        |          |  |